# Aktywny radiometr wnękowy
Aktywny radiometr wnękowy – radiometr służący do pomiaru całkowitego lub widmowego rozkładu promieniowania.
Aktywny radiometr wnękowy składa się z wnęki absorbującej dochodzące promieniowanie oraz połączonej cieplnie wnęki emitującej promieniowanie; dodatkowo wnęka emitująca może być podgrzewana elektrycznie. Cykl pracy radiometru składa się z dwóch faz. W fazie pomiaru na wnękę pomiarową pada promieniowanie słoneczne, podczas kalibracji przesłona zasłania Słońce. Na podstawie różnicy temperatur oraz ich zmian można określić moc wypromieniowaną przez wnęki oraz moc pochłanianego promieniowania w fazie pomiaru. 
Naukowcy zajmujący się irradiancją słońca używają obecnie (2006) pojęć pyrheliometr, aktywny radiometr wnękowy, oraz bolometr w sposób zamienny. Obecnie wszystkie satelitarne pomiary stałej słonecznej opierają się na technice aktywnego radiometru wnękowego. 
Istnieją jednak bolometry mierzące promieniowanie podczerwone, które oparte są na pasywnej metodzie pomiaru (zmiany oporności).